# SC Heerenveen
SC Heerenveen (Westerlauwersfrisisk: SK It Hearrenfean) er en hollandsk fodboldklub, grundlagt i 1920, som er hjemmehørende i den nordhollandske by Heerenveen i provinsen Friesland. Deres rivaler er FC Groningen. Når de to klubber spiller mod hinanden bliver det også kaldt: De Slag om het Noorden eller slaget om det nordlige Holland
Klubben spiller for nuværende (1993) i den hollandske Eredivisie.
Klubben har ikke vundet titler eller pokaler, men har været med i UEFA Cup adskillige gange.
Klubbens bedste placering i Æresdivision nogensinde kom i sæsonen 1999/2000, hvor man sluttede nr. 2, og derved kom med i Champions League

## Klubbens navne
SC Heerenveen har ikke altid hedder SC Heerenveen. Da klubben blev grundlagt i 1920 hed den Athleta og senere i sæsonen 1921-1922 blev skiftet til Spartaan. Det varede ikke længe. Allerede i oktober 1922 fik klubben navnet v.v. Heerenveen, som blev givet af det Nederlandske Fodbold Forbund. Hvorfor den fik det, er stadigvæk en gåde. Efter at det blev en professionel fodbold klub i d. 1. juni 1977 skiftede navnet til SC Heerenveen.

## Titler vundet af SC Heerenveen
Nederlandske pokalturnering: 2009

## Stadion
SC Heerenveens hjemmebane hedder Abe Lenstrastadion, det hedder den på grund af deres tidligere legendariske fodboldspiller, Abe Lenstra. I stadionet er der plads til 26.500 tilskuere. Så næsten alle indbyggere i Heerenveen kan passe i stadionet. (29.750 indbyggere).

## Danske spillere (ikke komplet)
- Jon Dahl Tomasson (1994-1997)
- Ole Tobiasen (1995-1997)
- Marc Nygaard (1995-1997)
- Simon Karkov (1996-1997)
- Daniel Jensen (1998-2003)
- Allan K. Jepsen (1999-2000)
- Thomas Myssing (1999-2001)
- Allan Bak-Jensen (2001–2002)
- Jesper Håkansson (2003-2004
- Hjalte Bo Nørregaard (2005-2006)
- Bo Storm (2005-2007)
- Ken Ilsø Larsen (2005-2007)
- Jakob Poulsen (2006-2008)
- Timmi Johansen (2006-2008)
- Kristian Bak Nielsen (2007-2010)
- Kevin Stuhr Ellegaard (2010-2011 )
- Thomas Dalgaard (2014-2015)
- Stefan Gartenmann (2015-2017)
- Timmi Johansen (2006-2009)
- Younes Namli (2015-2017)
- Daniel Høegh (2017-2022)
- Andreas Skovgaard (2019-2021)
- Anders Dreyer (2019-2020)
- Jens Odgaard (2019-2020)
- Jacob Trenskow (2024-)